# Mala Skelova, Svitlovodsk
Mala Skelova (în ucraineană Мала Скельова) este un sat în comuna Velîka Skelova din raionul Svitlovodsk, regiunea Kirovohrad, Ucraina.